# Mario Scarpa
Mario Scarpa (Goro, 28 ottobre 1949 – Lagosanto, 30 aprile 2024) è stato un calciatore italiano, di ruolo di ala destra.

## Carriera

Il gol di Scarpa in Perugia-Torino (2-1) del 15 febbraio 1976

Dopo una lunga gavetta tra Serie C e Serie D, in sequenza tra Baracca Lugo, Jesi, Chieti e Montevarchi, nell'estate 1973 venne acquistato dal Perugia, all'epoca militante nel campionato di Serie B.
Già nella prima stagione in Umbria risultò decisivo, con 8 reti tra cui fu particolarmente significativa la doppietta nella trasferta sul campo del Parma, che all'ultima giornata valse la salvezza in extremis dei biancorossi. Nella stagione 1974-1975, con 6 reti fu tra i protagonisti del Perugia che vinse il campionato e ottenne così la promozione in Serie A, la prima nella storia del club.
Scarpa si confermò su buoni livelli anche in massima serie: nel successivo campionato 1975-1976 realizzò infatti 6 gol in 24 incontri, tra cui la rete che valse il pareggio a San Siro contro l'Inter, e quella decisiva nel successo casalingo sui futuri campioni d'Italia del Torino; pur non essendo una punta, emerse inoltre quale miglior realizzatore della squadra, che all'esordio in A ottenne un sorprendente ottavo posto finale. L'annata successiva il piazzamento in classifica degli umbri migliorò fino al sesto posto, ma le marcature di Scarpa scesero a 3, mentre nella stagione 1977-1978 l'esplosione del giovane Salvatore Bagni relegò spesso Scarpa in panchina (18 presenze, di cui solo 9 dal primo minuto, e una rete).
Scarpa accettò quindi di scendere nella neonata Serie C1 col Parma, con cui ottenne subito la promozione fra i cadetti. L'annata successiva tuttavia le reti all'attivo furono solamente 3 e gli emiliani conclusero la stagione al penultimo posto, portando quindi alla retrocessione.
Dopo una stagione nel Livorno, Scarpa chiuse l'attività professionistica al termine del campionato di Serie C1 1981-1982, dove realizzò 8 reti con la maglia del Modena, continuando poi a giocare nelle categorie minori del Polesine.
In carriera totalizzò complessivamente 63 presenze e 10 reti in A, e 96 presenze e 17 reti in B.

## Palmarès

### Competizioni nazionali
- Campionato italiano Serie D: 1

Montevarchi: 1971-1972 (girone E)
- Campionato italiano di Serie B: 1

Perugia: 1974-1975

### Competizioni internazionali
- Coppa d'Estate: 1

Perugia: 1978
- Coppa Anglo-Italiana: 1

Modena: 1982